# Zhang Xianzhong
Zhang Xianzhong ou Chang Hsien-chung, né le 18 septembre 1606 et mort le 2 janvier 1647, est un leader d'une révolte populaire ayant eu lieu dans la province du Shaanxi en Chine.
Par la suite, Zhang Xianzhong dirige de manière sanglante le Sichuan sous le nom de « Daxi » (chinois : 大西, « Grand Ouest »), parfois traduit en « royaume de Daxi », entre 1644 et 1646 avant que ce dernier ne soit conquis par la dynastie Qing. Zhang est lui-même trahi par un de ses lieutenants alors qu'il essaie d'atteindre le Shaanxi et meurt en janvier 1647.

## Biographie
Zhang Xianzhong est le meneur d'une des révoltes paysannes qui éclatèrent en Chine à partir des années 1620 et qui précipitèrent la fin de la dynastie Ming. Du fait de la fragilité de l'empire, il avait fini par monter une petite armée pour s'approprier la province du Sichuan.
Sentant son autorité s'affaiblir, il décide d'abandonner la région et de s'enfuir avec le fruit de ses rapines vers le Shaanxi, une province voisine. Il en est empêché par les Mandchous qui envahissent alors l'empire, et il est tué par l'un de ses lieutenants en 1647. Selon la légende, il aurait tenté un an avant sa mort de dissimuler toutes ses richesses au sud de la Chine, mobilisant pour cela un millier de navires sur la rivière Min. Mais, à la suite d'une embuscade, l'intégralité du trésor se serait alors perdue dans les eaux de la rivière.

## Découverte du trésor
À la suite de fouilles archéologiques, initiées après la découverte en 2005 de sept lingots d'argent par des ouvriers sur la rive de la rivière Min, dans la province du Sichuan, un trésor est retrouvé en 2017 dans le lit de la rivière, contenant plus de 10 000 pièces et lingots d'or et d'argent. Ce trésor est attribué à Zhang Xianzhong,. Le directeur de l'Institut de recherche archéologique du Sichuan, Gao Dalun, indique : « On recense d'importantes quantités de pièces d'or, d'argent et de bronze, des bijoux et des armes en fer, comme des épées, des couteaux ou des lances ». 
En 2010, la Région fait de la zone un site protégé, puis mène une étude approfondie qui conclut à l'existence des bateaux coulés de la légende de Zhang Xianzhong. Cependant, les fouilles ne sont pas immédiatement lancées. Dès lors, des pilleurs bien renseignés n'hésitent pas à plonger dans les eaux de la rivière pour profiter du trésor enfoui. En 2015, 31 personnes sont arrêtées et se voient confisquer des milliers de pièces d'or. En janvier 2017, la province du Sichuan se décide enfin à lancer une fouille archéologique, de manière insolite, en drainant la rivière à la saison sèche puis en la creusant sur une profondeur de cinq mètres.